# Ostra Vetere
Ostra Vetere är en kommun i provinsen Ancona, i regionen Marche. Kommunen hade 3 234 invånare (2018) och gränsar till kommunerna Barbara, Castelleone di Suasa, Corinaldo, Montecarotto, Ostra samt Serra de' Conti.
I kommunen ligger också den forna romerska staden Ostra antica.

## Historia
Det ursprungliga namnet på staden var Montenovo. År 1882 ändrades namnet till Ostra Vetere, efter ruinerna av den gamla romerska staden Ostra antica, nära den moderna staden längs Misa.